# Мілденхолл (авіабаза)
Авіаба́за Королівських повітряних сил Мілденхолл (англ. Royal Air Force Mildenhall, (IATA: MHZ, ICAO: EGUN)) — чинна військово-повітряна база Королівських Повітряних сил Великої Британії з інфраструктурою базування ПС США, розташована поблизу міста Мілденголл, Саффолк.

## Зміст
Авіаційна база Мілденхолл заснована 1930 та відкрита 1934 року й активно використовувалася британськими Повітряними силами за часів Другої світової війни, зокрема Бомбардувальним командуванням до 1945. З 11 липня 1950 року на базі розпочали дислокуватися американські формування військової авіації B-29 «Суперфортеця» Стратегічного командування. З 1952 року на ній базувалися B-50 «Суперфортеця», а згодом — B-47 «Стратоджет» та KC-97 «Стратофрейтер».
8 січня 2015 року міністерство оборони Великої Британії оголосило, що військово-повітряну базу закриють, а весь персонал американських формувань переведуть на базу ВПС Шпангдалем у Німеччині. 18 січня 2016 року офіційний представник міноборони Британії прокоментував, що територія бази Мілденхолл виставлятиметься на продаж.

## Дислокація
На британській авіаційній базі Мілденхолл упродовж останнього часу базувалися формування чотирьох головних командувань Повітряних сил США: Бойового, спеціальних операцій, Транспортного та Командування Повітряних сил США у Європі, а також повітряні частини ВМС США.
Основні формування:
- 352-ге крило спеціальних операцій[3];
- 100-те крило дозаправлення;
- 501-ше крило бойової підтримки.

## Галерея

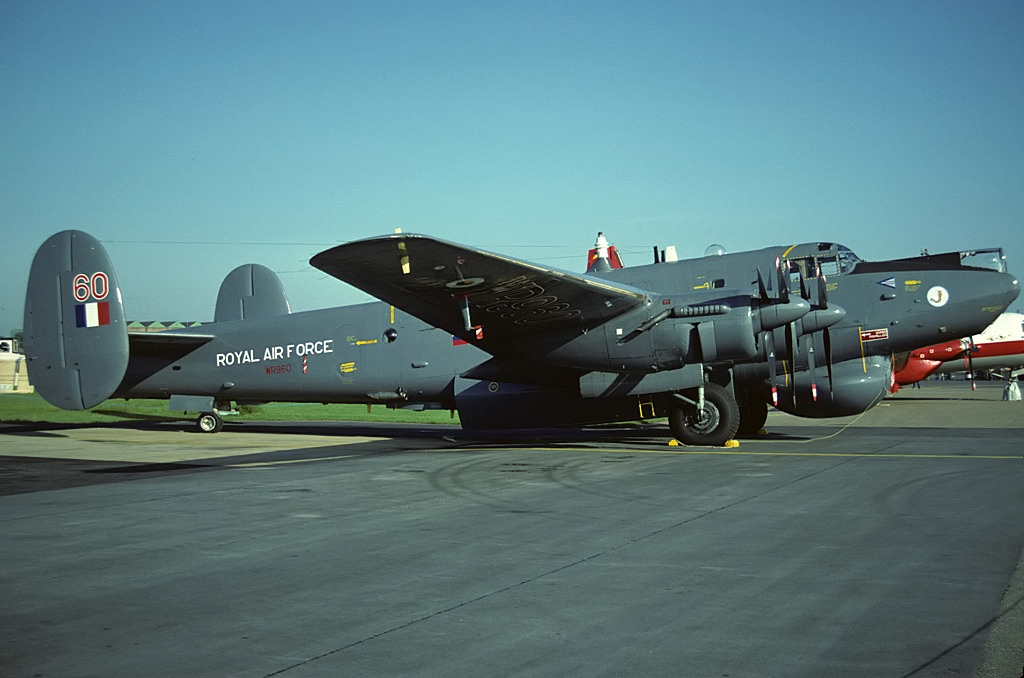
Морський патрульний літак Avro Shackleton на злітній смузі авіабази Мілденхолл. 29 травня 1982
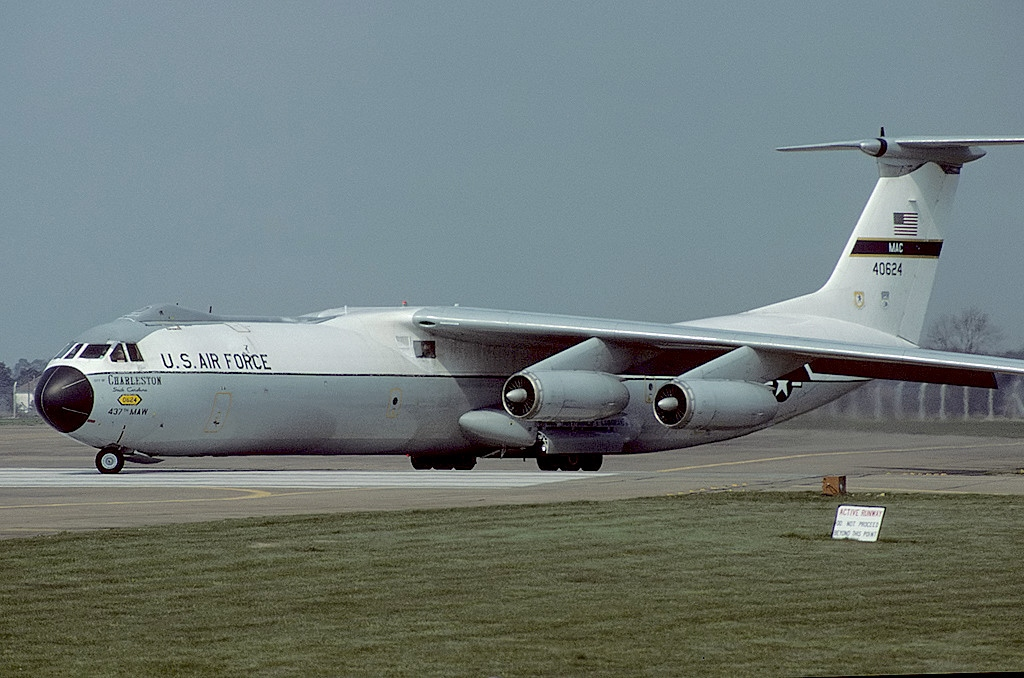
Літак-заправник C-141B Starlifter сідає на аеродром. 14 квітня 1984
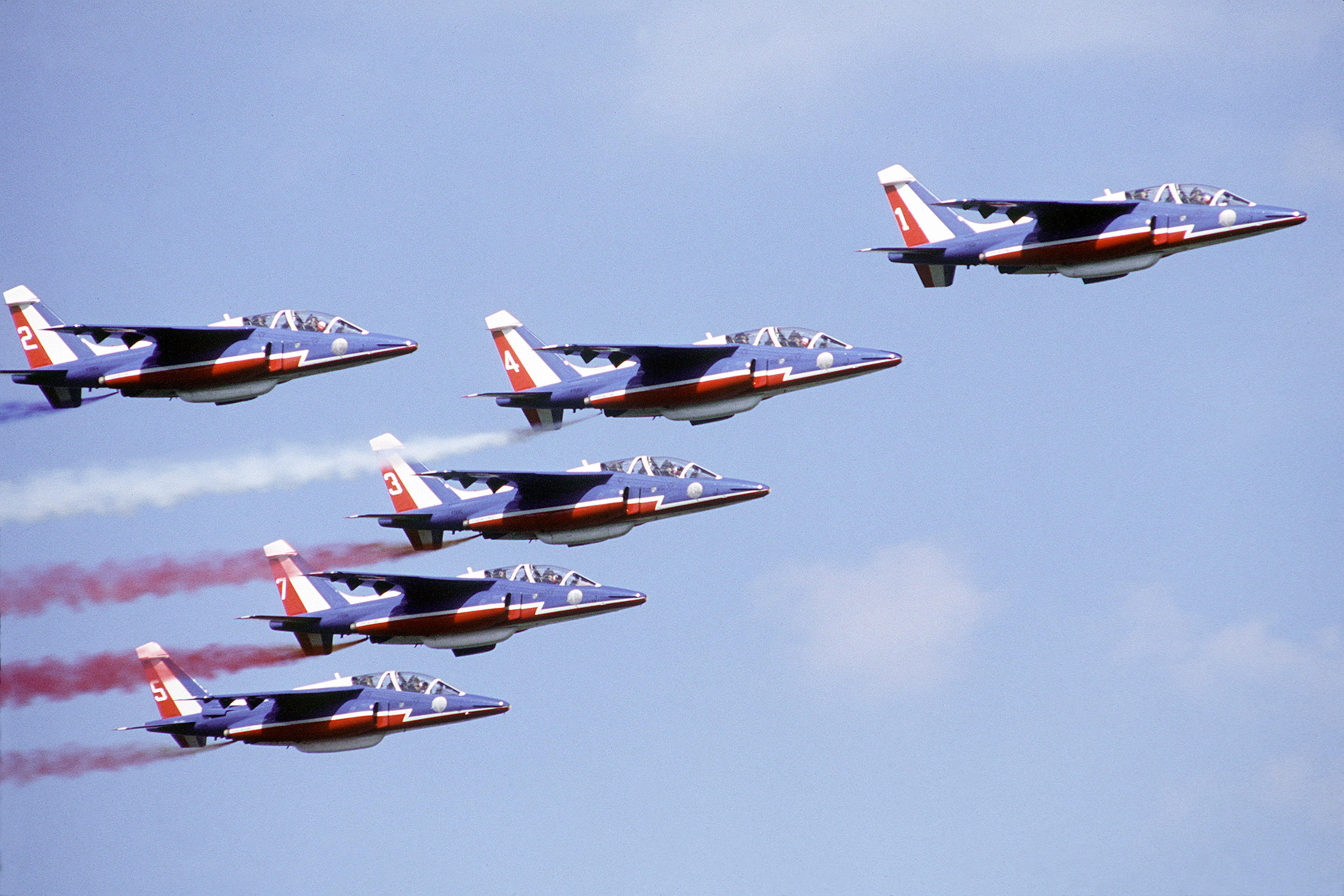
Французька національна пілотажна група Патруль де Франс на літаках Dassault Alpha Jet на авіашоу RAF Mildenhall Air Fete 1988 в Англії. 28 травня 1988
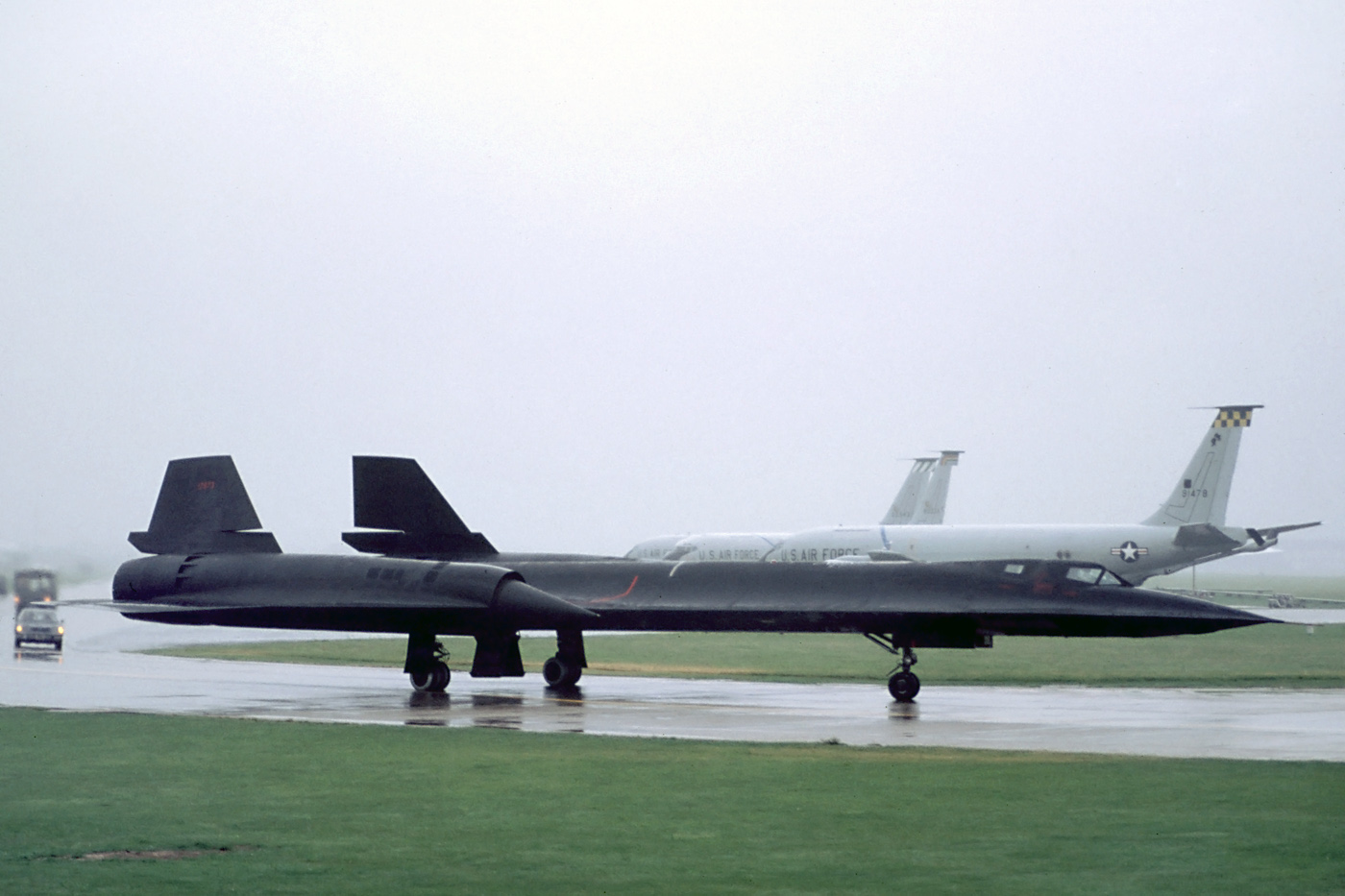
американський надзвуковий літак-розвідник SR-71A Blackbird вирулює під дощем на ЗПС. 21 липня 1997
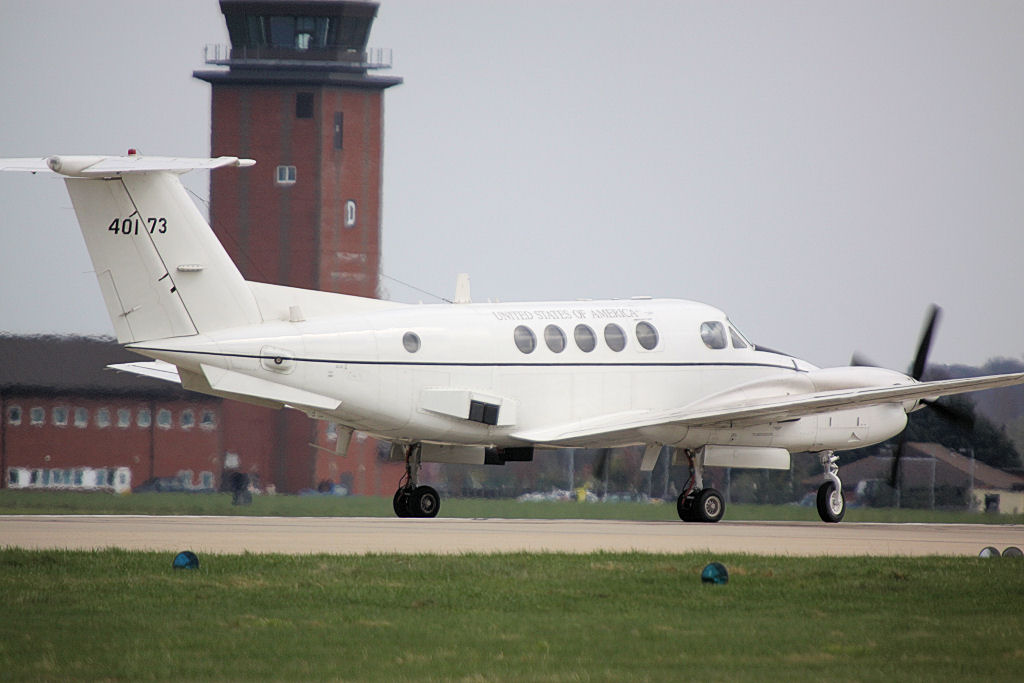
Пасажирський літак UC12 іде на посадку. 10 квітня 2009
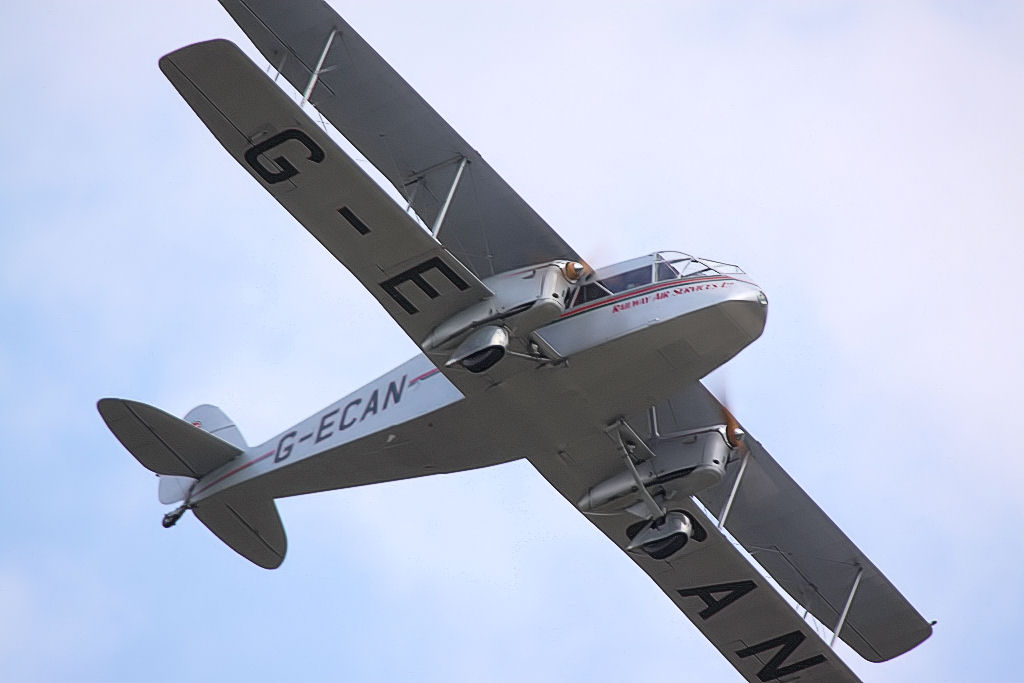
Пасажирський літак «Драгон Репід» над аеродромом. 15 травня 2009
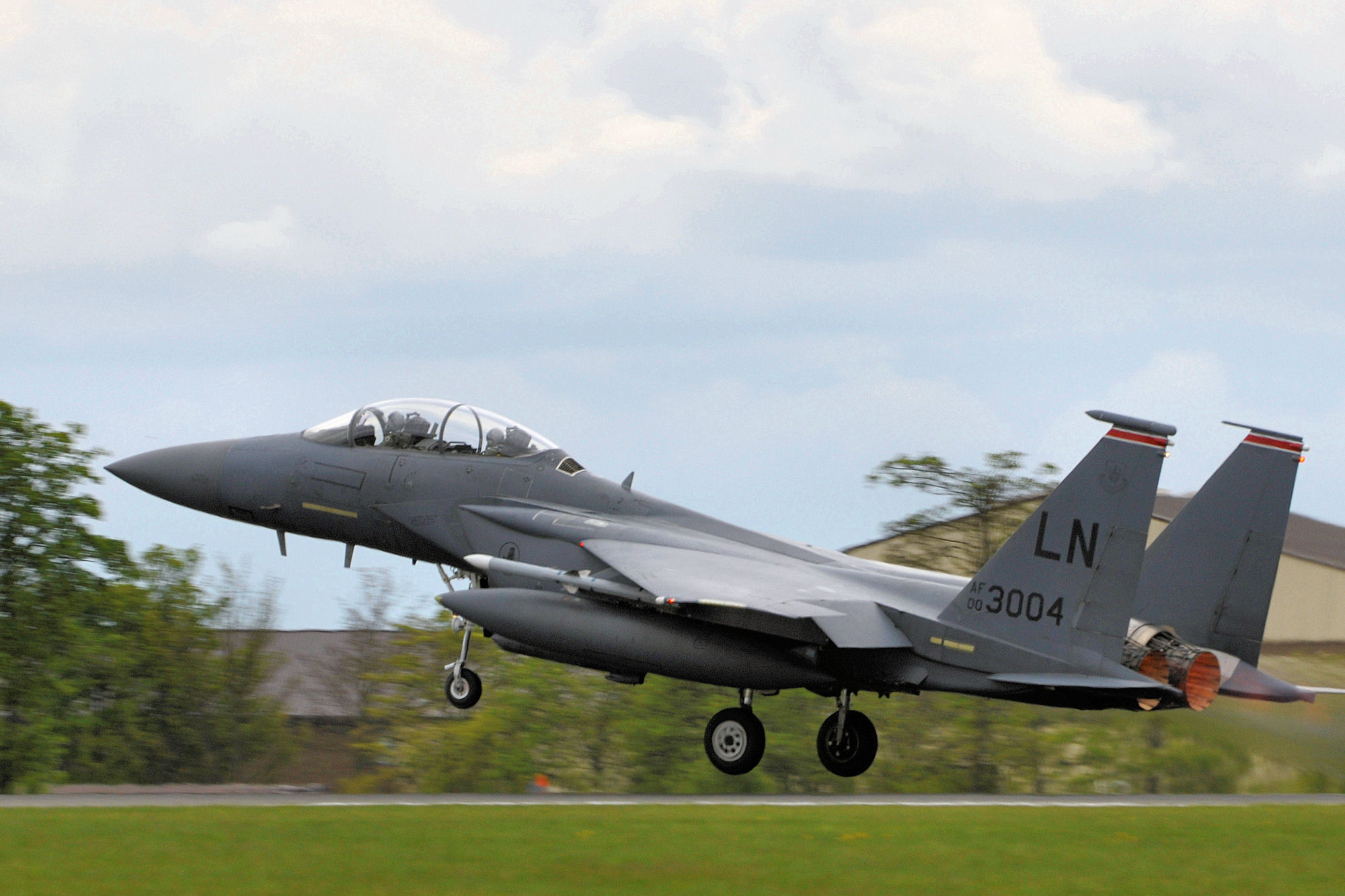
Зліт винищувача F-15E Strike Eagle. 11 квітня 2010
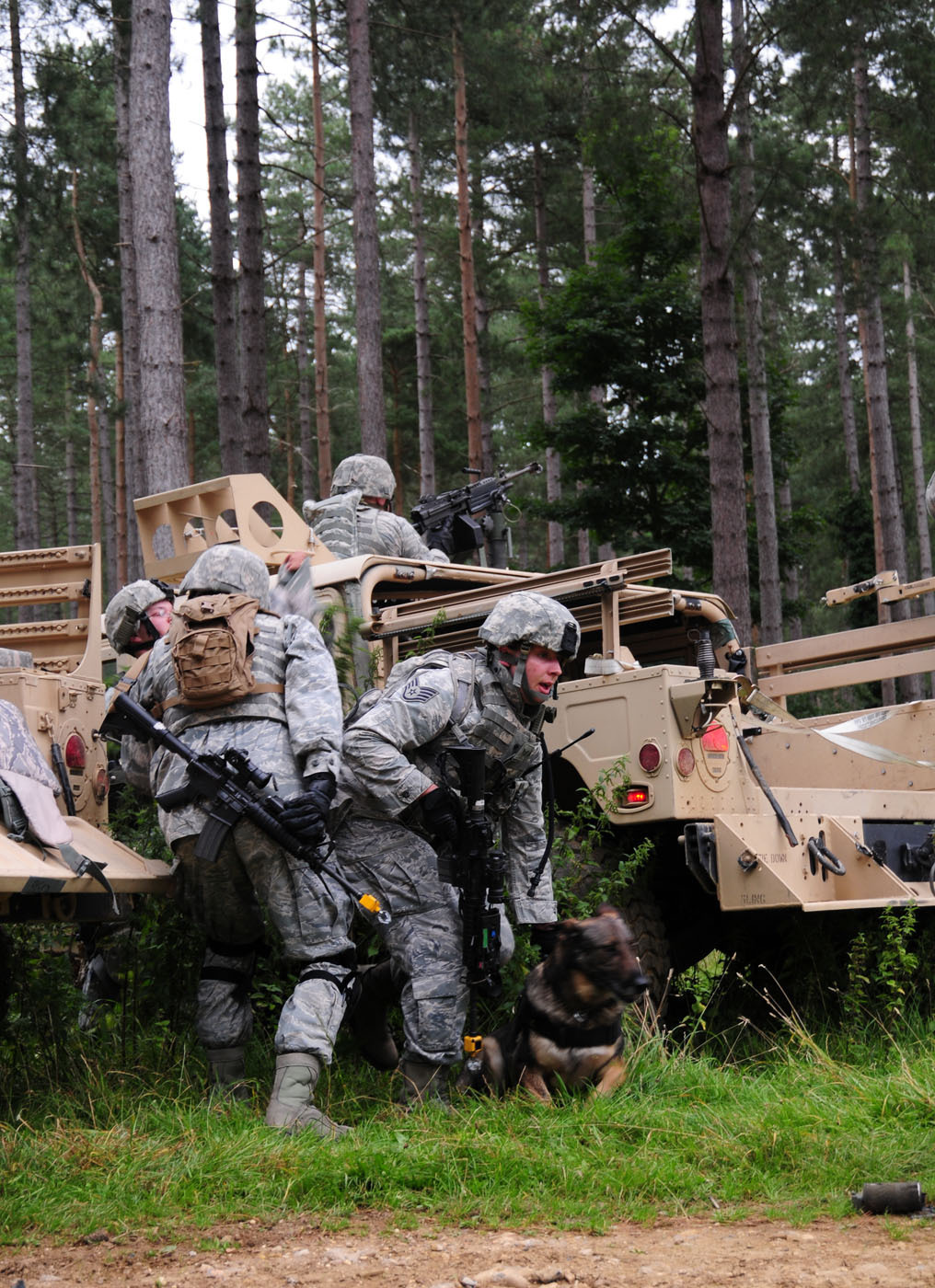
Особовий склад американського 100-го ескадрону сил безпеки разом з бойовим собакою на тренуваннях із захисту пораненого вояка під час підготовки до бойових дій в Афганістані. 4 вересня 2012
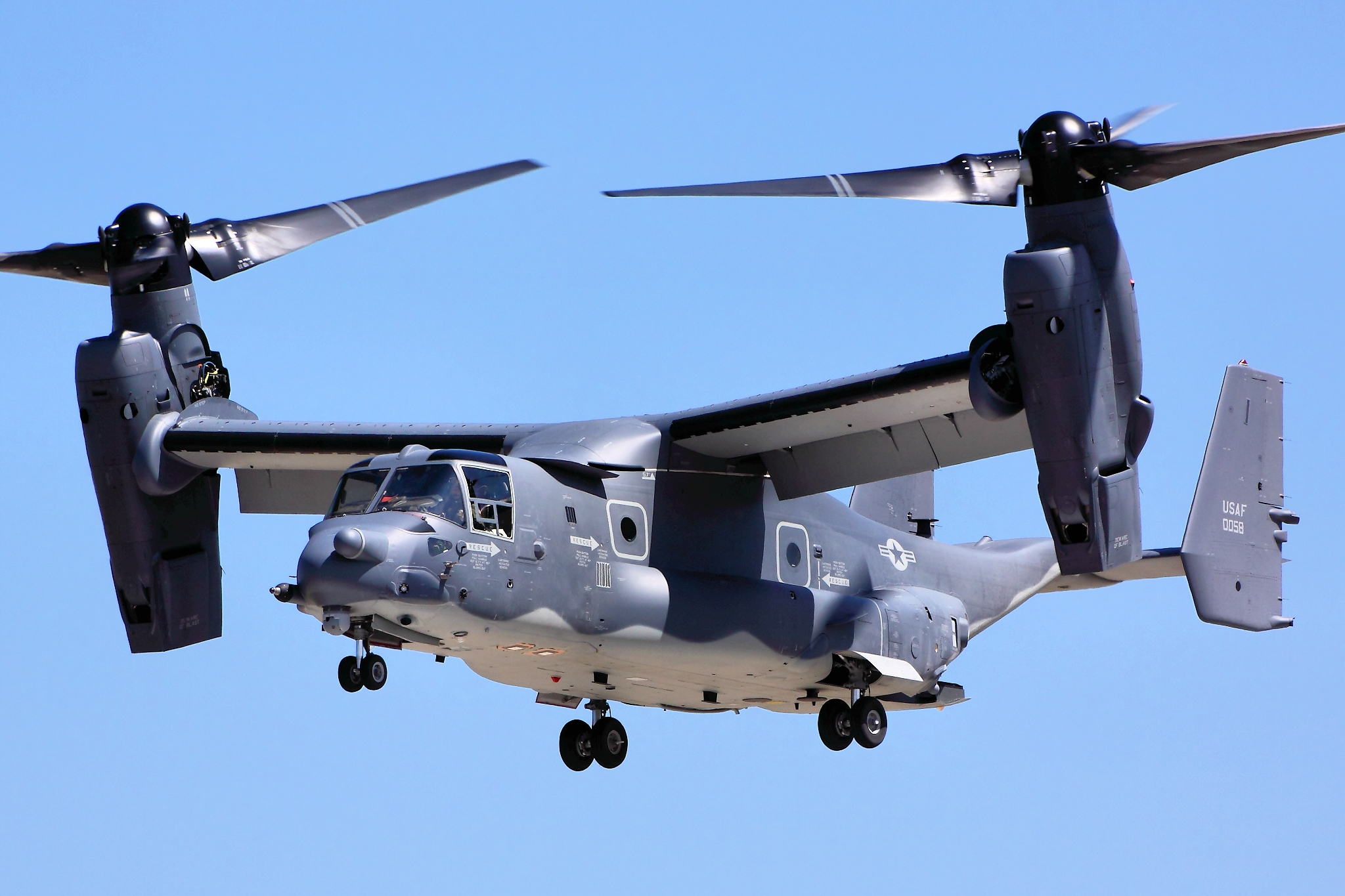
Конвертоплан CV-22B Osprey над авіабазою. 15 липня 2013
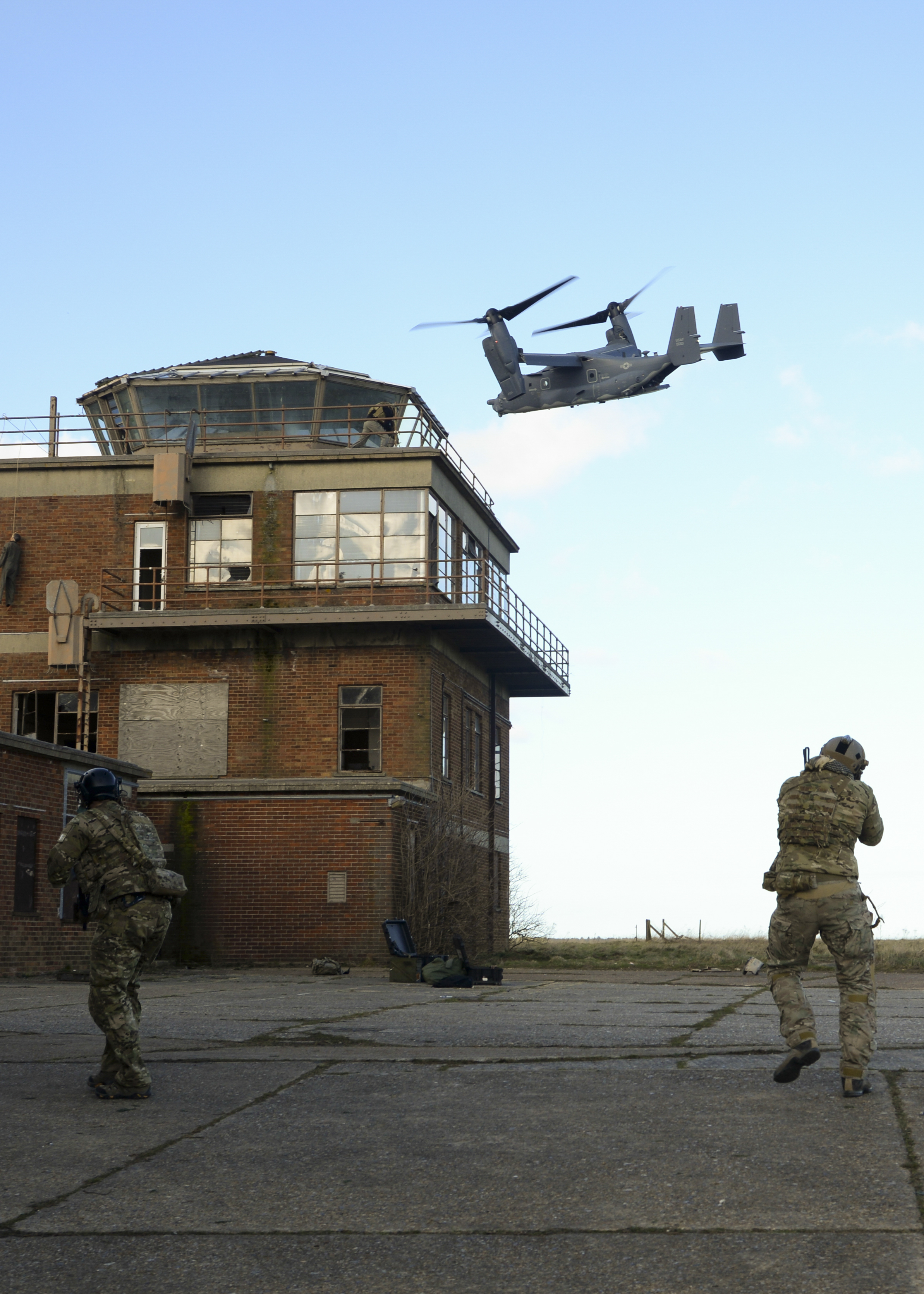
Оператори спецоперацій 321-ї ескадрильї підтримки 352-ї групи спеціальних операцій проводять тренування із захоплення будинку у Скілторпі, Норфолк. 4 березня 2015